# Цепная контактная подвеска
Цепные контактные подвески применяются на железнодорожном транспорте, трамвае и троллейбусе.
Различаются по следующим основным признакам:
- способу подвешивания контактных проводов к несущему тросу
- способу регулирования натяжения проводов
- взаимному расположению проводов, образующих подвеску в плане
- типу струн у опор

В зависимости от способа подвешивания контактного провода к несущему тросу подвески разделяются на одинарные, двойные и тройные:
- одинарная
- двойная,
- тройная.

На трамвае и троллейбусе применяются, в основном, одинарные подвески.

## По способу регулирования
По способу регулирования натяжения проводов цепная подвеска может быть:
- некомпенсированной, когда контактный провод и несущий трос анкеруют (закрепляют) на концевых опорах анкерного участка жестко и нет устройств для автоматического регулирования их натяжения;
- полукомпенсированной, в которой часть проводов, например, контактный или контактный и вспомогательный, снабжена устройствами для автоматического регулирования натяжения — компенсаторами;
- компенсированной, в которой все провода снабжены общими или отдельными для каждого провода компенсаторами.

## По взаимному расположению проводов
По взаимному расположению проводов, образующих цепную подвеску в плане, различают: 
- вертикальную цепную подвеску, в которой провода расположены в одной вертикальной плоскости или имеют небольшое (не более 0,5 м) смещение, и
- косую, когда несущий трос значительно (угол наклона струн к вертикали в плоскости, перпендикулярной оси пути, превышает 20°) смещен относительно контактного провода.

Косая подвеска используется на кривых участках пути и позволяет существенно уменьшить углы изменения направления контактного провода у опор в местах расположения фиксаторов (устройств, удерживающих контактный провод в требуемом положении в горизонтальной плоскости). Это повышает эластичность контактной подвески в опорных узлах, что благоприятно сказывается на токосъёме. При определенных радиусах кривых косая контактная подвеска может даже выполняться без фиксаторов. Косая подвеска значительно сложнее в монтаже и эксплуатации; правильное её содержание возможно только при высокой квалификации обслуживающего персонала, так как она обладает свойством «опрокидывания» — эффект, когда контактный провод оказывается выше несущего.
В зависимости от типа струн и их расположения у опор цепная подвеска может быть:
- с простыми опорными струнами, — струны устанавливают не далее 1-2 м от опор (см. рис. «Одинарная контактная подвеска» выше);
- со смещёнными простыми опорными струнами, — струны удалены от опор более, чем на 2 м. В одинарной подвеске опорные простые струны устанавливают на расстоянии 4-5 м от опоры, в двойной — 5-9 м;
- рессорной, — в ней струны закреплены на рессорном проводе;
- с упругими струнами, — струны подвешивают к несущему тросу с помощью упругих элементов, например гибких полимерных стержней или рычагов, скручивающих несущий трос;
- демпфированной, — в её струнах у опор установлены демпферы.